# Matsucoccus paucicicatrices
Matsucoccus paucicicatrices är en insektsart som beskrevs av Morrison 1939. Matsucoccus paucicicatrices ingår i släktet Matsucoccus och familjen pärlsköldlöss. Inga underarter finns listade i Catalogue of Life.